# Dolphin Island, Nunavut
Dolphin Island är en ö i Kanada.   Den ligger i ögruppen Button Islands i territoriet Nunavut, i den östra delen av landet, 1 800 km nordost om huvudstaden Ottawa. Arean är 0,24 kvadratkilometer.
Terrängen på Dolphin Island är platt. Öns högsta punkt är 30 meter över havet. Den sträcker sig 0,6 kilometer i nord-sydlig riktning, och 0,6 kilometer i öst-västlig riktning.